# Дриль, Надежда Фоминична
Надежда Фоминична Дриль (28 мая 1927 — 15 июля 2021) — заготовщица массы Харьковского плиточного завода Министерства промышленности строительных материалов Украинской ССР, Герой Социалистического Труда (1966).
Родилась 28 мая 1927 года в Харькове.
Образование — неполное среднее.
С 1956 г. работала прессовщицей, заготовщицей массы Харьковского плиточного завода.
Нормы выработки выполняла на 130—150 процентов. Задание седьмой семилетки (1959—1965) выполнила за 5 лет.
Указом Президиума Верховного Совета СССР от 28 июля 1966 года за выдающиеся успехи, достигнутые в выполнении заданий семилетнего плана по развитию промышленности строительных материалов, присвоено звание Героя Социалистического Труда с вручением ордена Ленина и золотой медали «Серп и Молот».
План Восьмой пятилетки (1966—1970) выполнила за 3,5 года, первого года девятой пятилетки (1971—1975) — за 8 месяцев.
С 1988 года — на пенсии.
Жила в Харькове.